# モリタたくや
モリタ たくや（1978年10月23日 - ）は、日本のシンガーソングライター。本名・森田卓也。A-LIGHT所属。

## 来歴
大分県大分市に生まれる。宮崎県串間市に移り、宮崎県立福島高等学校を卒業した。